# Sympiesis acalle
Sympiesis acalle är en stekelart som först beskrevs av Walker 1848.  Sympiesis acalle ingår i släktet Sympiesis och familjen finglanssteklar. Arten är reproducerande i Sverige. Inga underarter finns listade i Catalogue of Life.